# Clementina (computadora)

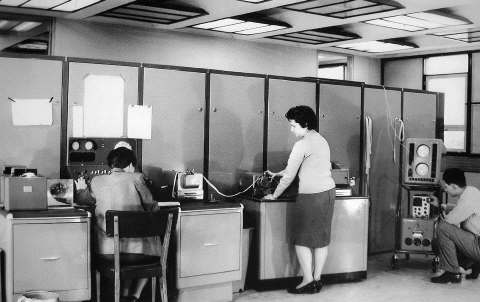
Computadora Clementina.

Clementina fue la primera computadora para fines científicos llevada a la Argentina. Funcionó entre 1961 y 1971 en el Instituto del Cálculo dependiente de la Universidad de Buenos Aires.

## Historia
Manuel Sadosky lideró las gestiones para su adquisición en 1959. Se hizo una licitación pública internacional, a la cual se presentaron cuatro firmas: IBM, Remington y Philco de Estados Unidos, y Ferranti de Gran Bretaña. La computadora ganadora fue una Ferranti Mercury de la cual sólo 19 unidades fueron producidas. Su costo fue de 152.099 libras esterlinas (equivalentes a aproximadamente 2 700 000 libras de 2011, o sea cerca de USD 4 500 000), lo que constituyó la mayor inversión realizada en ciencia y tecnología hasta ese momento.
La computadora llegó el 24 de noviembre de 1960, y meses después empezó a ser utilizada en el Pabellón I de la nueva Ciudad Universitaria, en Núñez. Como hubo que entrenar a técnicos y reacondicionar la sala, la computadora entró en servicio efectivo en enero de 1961.
El modelo Mercury de Ferranti, sucesor del modelo Mark I funcionaba a válvulas electrónicas y diodos de cristal de germanio. Con más de 5000 componentes activos y memoria de núcleos magnéticos de 4 KWords (de 10 bits), era más de 50.000 veces más grande que una PC actual. Estaba constituida por 14 gabinetes de 60 cm que tenían las funciones de procesador y memoria de trabajo y de 4 gabinetes de cilindros magnéticos con una capacidad total de 64 KWords (de 10 bits), ocupando toda una habitación entera a lo que debía sumarse otra habitación donde se encontraban los 5 racks de fuentes de poder. 
Como era común en las primeras computadoras, carecía de monitor y de teclado. Originalmente la entrada de instrucciones se hacía con un lector fotoeléctrico de cinta de papel perforado, similar a los usados por los teletipos, y los resultados se emitían por una perforadora de cinta a 30 caracteres por segundo, opcionalmente alimentando una teletipo a la velocidad estándar de 7 caracteres por segundo. Más adelante se le pudo adaptar un lector de tarjetas perforadas de fabricación nacional, siendo este un método de ingreso de datos más práctico que el original basado en la tira de papel perforada.
El lenguaje de programación utilizado era Mercury Autocode, especialmente desarrollado para este modelo. Sobre Clementina se creó el primer lenguaje de computación argentino, llamado COMIC. Fue creado por Wilfred Duran y las estudiantes de la carrera de Computador Científico Liana Silvia Lew, Noemí Susana Silvia García, Ana Cristina Zoltan Torres y Clarisa Dulce Cortés quienes colaboraron en la programación de su compilador. Este lenguaje estaba adaptado a problemas de simulación socioeconómicos.
La computadora prestó servicios para varias dependencias del Estado, trabajando en cálculos astronómicos (verificación de los cálculos manuales hechos por el astrónomo ítalo-argentino Francisco J. Bobone sobre el pasaje del cometa Halley en 1904), modelos matemáticos de cuencas fluviales y econométricos, desarrollo en computadora del método de camino crítico (CPM), estudios de mecánica del sólido, problemas lingüísticos y problemas estadísticos. La programación estuvo a cargo de Cecilia Berdichevsky El jefe de mantenimiento fue el ingeniero Jonás Paiuk, miembro del Instituto de Cálculo.
El nombre de Clementina surgió de una canción popular estadounidense Oh My Darling, Clementine que venía entre los programas de muestra provistos por Ferranti. La computadora tenía la posibilidad de accionar un parlante ubicado en la consola, lo que permitía generar tonos muy rudimentarios por software. A pesar de que luego se produjeron programas que tocaran tangos, le quedó el nombre de esta primera canción.
Clementina siguió funcionando hasta mediados de 1971, cuando su mantenimiento por falta de piezas se hizo imposible. El 6 de junio de 1971 se publicó en la revista dominical del diario La Nación una nota titulada Una lágrima por Clementina que daba detalles sobre el desmantelamiento de la computadora y su reemplazo por otra a comprarse en una nueva licitación, cosa que no ocurrió dado que el proceso licitatorio fue cancelado. 
Posteriormente a su desmantelamiento, los restos fueron dispuestos para su eliminación como simples residuos. Tan sólo unos pocos módulos fueron rescatados por personal técnico de la facultad antes de que se los vendiera como chatarra, y aún los conservan como piezas de colección.